# Чепинци (городская область София)
Чепинци (болг. Чепинци) — село в Болгарии. Находится в городской области Софии, входит в общину Столична. Население по переписи населения 2011 года — 2575 человек.

## Политическая ситуация
В местном кметстве Чепинци, в состав которого входит Чепинци, должность кмета (старосты) исполняет Соня Ангелова Стоянова (Порядок, законность и справедливость (РЗС)) по результатам выборов правления кметства.
Кмет (мэр) общины Столична — Йорданка Асенова Фандыкова (ГЕРБ) по результатам выборов в правление общины.